# مرزه (رامشیر)
مرزه یک روستا در ایران است که در دهستان عبدلیه غربی واقع شده‌است. مرزه ۲۱۴ نفر جمعیت دارد.